# Голосний високо-середнього підняття
Голосні високо-середнього піднесення (англ. Close-mid vowel) — різновид голосних звуків, що вимовляються з відносно високим підняттям відповідної частини язика в ротовій порожнині.
Інколи голосні високо-середнього піднесення називають напівзакритими оскільки під час артикуляції спинка язика підноситься до піднебіння на 2/3 загальної висоти ротової порожнини, а рот відкривається ширше ніж під час вимови голосних високого піднесення.
За Міжнародним фонетичним алфавітом до голосних високого піднесення належать:
| неогублений голосний переднього ряду високо-середнього піднесення | [e] |
| огублений голосний переднього ряду високо-середнього піднесення   | [ø] |
| неогублений голосний середнього ряду високо-середнього піднесення | [ɘ] |
| огублений голосний середнього ряду високо-середнього піднесення   | [ɵ] |
| неогублений голосний заднього ряду високо-середнього піднесення   | [ɤ] |
| огублений голосний заднього ряду високо-середнього піднесення     | [o] |